# Dallara 3087
Chronologie des modèles (1988)
Aucun Dallara 188
La Dallara 3087 est une monoplace de Formule 3000 engagée en championnat international de Formule 3000, notamment pour l'écurie Forti Corse en 1988. La 3087 est également engagée dans le cadre du championnat du monde de Formule 1 1988 pour le compte de la nouvelle écurie italienne, la Scuderia Italia.

## Historique
Afin de remplir ses obligations envers la Fédération internationale de l'automobile, la Scuderia Italia, pour honorer sa présence dès le premier Grand Prix de la saison, au Brésil, demande à Dallara de fournir à son unique pilote, Alex Caffi, le châssis 3087 en attendant que la Dallara 188, en retard, soit finalisée. La 3087 est donc mise aux normes techniques de la Formule 1 et dispose d'un moteur Ford-Cosworth DFV développant 495 chevaux à 11 000 tours par minute alors que le moteur Honda RA168E de l'écurie McLaren Racing développe 650 chevaux à 12 500 tours par minute,.
La faiblesse de la 3087 se fait sentir lors des préqualifications du Grand Prix du Brésil : Alex Caffi réalise le trente-et-unième et dernier temps de la séance en 1 min 46 s 442 avec une vitesse moyenne de 170,155 km/h. Avec près de huit secondes de retard sur le trentième et dernier qualifié, Bernd Schneider sur Zakspeed, et dix-huit secondes de retard sur le temps de la pole position d'Ayrton Senna, Caffi n'est pas autorisé à prendre le départ de la course. La 3087 est remplacée par la Dallara 188 dès le Grand Prix suivant, à Saint-Marin. La 3087 est à ce jour la dernière monoplace n'étant pas une voiture de Formule 1 à disputer une épreuve de cette catégorie.

## Résultats en championnat du monde de Formule 1
| Saison | Écurie              | Moteur               | Pneumatiques | Pilotes    | Courses | Courses | Courses | Courses | Courses | Courses | Courses | Courses | Courses | Courses | Courses | Courses | Courses | Courses | Courses | Courses | Points inscrits | Classement |
| Saison | Écurie              | Moteur               | Pneumatiques | Pilotes    | 1       | 2       | 3       | 4       | 5       | 6       | 7       | 8       | 9       | 10      | 11      | 12      | 13      | 14      | 15      | 16      | Points inscrits | Classement |
| ------ | ------------------- | -------------------- | ------------ | ---------- | ------- | ------- | ------- | ------- | ------- | ------- | ------- | ------- | ------- | ------- | ------- | ------- | ------- | ------- | ------- | ------- | --------------- | ---------- |
| 1988   | BMS Scuderia Italia | Ford-Cosworth DFV V8 | Goodyear     |            | BRÉ     | SMR     | MON     | MEX     | CAN     | DET     | FRA     | GBR     | ALL     | HON     | BEL     | ITA     | POR     | ESP     | JAP     | AUS     | 0               | 12e        |
| 1988   | BMS Scuderia Italia | Ford-Cosworth DFV V8 | Goodyear     | Alex Caffi | Npq     |         |         |         |         |         |         |         |         |         |         |         |         |         |         |         | 0               | 12e        |

Légende : ici 